# Xanthomelanodes rubicundus
Xanthomelanodes rubicundus là một loài ruồi trong họ Tachinidae.